# レアル・オビエド
レアル・オビエド S.A.D.（Real Oviedo S.A.D.）は、スペイン・アストゥリアス州オビエドに本拠地を置くサッカークラブチーム。2025-26シーズンはリーガ・エスパニョーラのラ・リーガ（1部リーグ）に在籍している。
1926年3月26日創立。30,500人収容のエスタディオ・カルロス・タルティエレをホームスタジアムとしている。ホームでは青色のシャツと白色のソックスを着用する。ラ・リーガ通算順位表では18位に位置する。スペインでも有数の、忠誠心と熱烈さを備えるサポーターを有することで知られている。

## 歴史
1926年、スタディウム・オベテンセ(Stadium Ovetense)と合併してレアル・オビエド・クルブ・デ・フットボル(Real Oviedo Club de Fútbol)が設立され、7年後の1933年に初めてプリメーラ・ディビシオン（1部）に到達した。当時としては画期的な、鋭いパスやワンタッチパスなどを用いて試合の主導権を握る戦術を採用し、1933-34シーズンからの3シーズンはリーグ戦上位に入る成功を収めた。攻撃陣はエミリン、ガレ、エドゥアルド・エレーラ・ブエノ、イシドロ・ランガラの4選手（いずれもスペイン代表であった）で構成され、他にはカスコやリカルド・ガリャルトらがいた。イングランド人のフレッド・ペントランド(Fred Pentland)監督時代に初めてハードな練習や体調管理などが行われ、1930年代から1940年代の攻撃陣はデランテラス・エレクトリカス（Delanteras Eléctricas、電撃フォワード）と呼ばれた。ランガラはスペイン内戦でリーグ戦が中断する前に3シーズン連続でリーグ得点王（ピチーチ賞）のタイトルを獲得。クラブはこの3シーズンの計62試合で174得点を挙げ、あらゆる得点記録を塗り替えた。しかしその後、クラブと選手が衝突してチームは崩壊。ランガラは南米に渡り、エレーラとエミリンはFCバルセロナに、ガレはラシン・サンタンデールに、ガリャルトはラシン・フェロルに移籍した。1936年に勃発したスペイン内戦中にはグラウンドはプレーできない状態とみなされ、フランシスコ・フランコの軍隊はスタジアムを軍用廃棄場として使用した。1939年4月に内戦が終結し、同年にリーグ戦が再開されたが、1939-40シーズンはリーグ戦に参加しなかった。
1962-63シーズンには過去最高位タイの3位に食い込み、UEFAカップ出場権を獲得。1978-79シーズンには1シーズンだけであるがセグンダ・ディビシオンB（3部）まで落ち込んだ。スペインで開催される1982 FIFAワールドカップに向けて、クラブの本拠地であるエスタディオ・カルロス・タルティエレが全面改修され、チリ代表を招いて行われたお披露目試合は0-0で引き分けた。1984-85シーズンのコパ・デ・ラ・リーガ（現存せず）ではUDサラマンカ、ビルバオ・アスレティック、CFロルカ・デポルティーバ、CEサバデル、アトレティコ・マドリレーニョを破って優勝した。セグンダ・ディビシオンでプレーした1987-88シーズンには昇格プレーオフに出場し、RCDマジョルカを2試合合計2-1で下してトップリーグに返り咲いた。1988-89シーズンから1990年代前半にはリーグ中位に定着し、1990-91シーズンには6位となってUEFAカップ出場権を獲得。1991-91シーズンのUEFAカップでは1回戦でジェノアCFC（イタリア）と対戦し、2試合合計2-3で敗れて大会から去った。
1990年代後半はプリメーラ・ディビシオン残留がやっとのシーズンが続き、2000-01シーズンに18位となってセグンダ・ディビシオンに降格。2002-03シーズンはセグンダ・ディビシオンで21位となってセグンダ・ディビシオンBに降格し、クラブは深刻な財政難に陥った。オビエド市からの支援が不足し、選手への給料支払い不能という事態を招いた。2003年には強制的にテルセーラ・ディビシオン（4部）降格処分を下された。この時点でクラブは潰れかけていたが、結局更生して再編成された。2シーズン続けてテルセーラ・ディビシオンで優勝し、2005年にセグンダ・ディビシオンB昇格を決めた。2007年には再びテルセーラ・ディビシオンに降格したが、再び2シーズン連続で優勝し、2008-09シーズンの昇格プレーオフでRCDマジョルカBにPK戦の末に勝利してセグンダ・ディビシオンB（3部）昇格を決めた。しかし、財政難の状況は変わらず、2012-13シーズンにはクラブ存続の危機に陥ったため、サンティ・カソルラ（下部組織に在籍）、フアン・マヌエル・マタ（下部組織に在籍）、ミチュ（2003-04シーズンにトップチームデビュー）などを輩出したクラブであることをアピールして世界各国のサッカーファンに株式の購入を呼び掛けた。
2015年5月31日、プレーオフでカディスCFに対して2-1で勝利したことで16年ぶりのセグンダ・ディビシオン（2部）復帰を決めた。
2022年7月12日、CFパチューカを擁するメキシコのグルポ・パチューカおよびグルポ・カルソと資本業務提携を結ぶことが発表された。これによりグルポ・パチューカが51%の株式を、グルポ・カルソが20%の株式をそれぞれ保有することになり、グルポ・パチューカがレアル・オビエドの経営権を取得することとなった。
2025年6月21日、昇格プレーオフ決勝戦2ndレグでCDミランデス相手に逆転勝利を収め、プリメーラ・ディビシオン昇格を決めた。1部リーグへの復帰は実に24年ぶりとなる。
リザーブチーム
リザーブチームはレアル・オビエド・ベトゥスタと名乗っているが、1990年代初頭にスペインサッカー連盟(RSFF)が奇抜なチーム名を禁止し、レアル・オビエドBに変更された。2021年にレアル・オビエド・ベトゥスタという名称が復活し、2023-24シーズンはセグンダ・フェデラシオン（4部相当）に在籍している。

## ライバル
同じアストゥリアス州内のスポルティング・デ・ヒホンとライバル関係にあり、両クラブの対戦はアストゥリアス・ダービーと呼ばれる。2012-13シーズン開幕時点で117回のダービーが行われ、オビエドが49勝、ヒホンが38勝、引き分けが30試合である。
1926年12月6日に地域リーグの試合で初のダービーが行われ、オビエドは1-2で敗れた。プリメーラ・ディビシオンでの初のダービーは1944-45シーズンに行われ、ホームのオビエドが2-1で勝利した。このシーズンにアウェーのエスタディオ・エル・モリノンで行われた試合には0-6で大敗を喫している。1998-99シーズン以降は両クラブが異なるディビジョンに在籍しているため、ダービーが行われていない。1998年3月15日に行われた最後のダービーは、オビエドがホームのエスタディオ・カルロス・タルティエレで2-1の勝利を収めた。このシーズン終了後、ヒホンは20位でセグンダ・ディビシオン（2部）降格となった。

## スポンサーとサプライヤー
| 期間      | ユニフォームサプライヤー | 胸スポンサー                  |
| --------- | ------------------------ | ----------------------------- |
| 1990–1991 | KELME                    | CLAS                          |
| 1991–1993 | KELME                    | Cajastur                      |
| 1993–1998 | Joluvi                   | Cajastur                      |
| 1998–2000 | Erima                    | —                             |
| 2000–2001 | PUMA                     | —                             |
| 2001–2003 | PUMA                     | アストゥリアス州政府          |
| 2003–2008 | Joluvi                   | アストゥリアス州政府          |
| 2008–2012 | NIKE                     | アストゥリアス州政府          |
| 2012–2014 | Joma                     | -                             |
| 2014–2015 | Joma                     | ASAC Comunicaciones           |
| 2015–2016 | Hummel                   | GAM                           |
| 2016–2017 | Adidas                   | Procoin                       |
| 2017–2018 | Adidas                   | ファーウェイ                  |
| 2018–2019 | Adidas                   |                               |
| 2019–2020 | Adidas                   | オビエド                      |
| 2020–2021 | Adidas                   | NMRナチュラル・コミットメント |
| 2021–2022 | Adidas                   | DIGIモバイル                  |
| 2022–2023 | Adidas                   | DIGIモバイル                  |
| 2023-2024 | Adidas                   | DIGIモバイル                  |
| 2024-2025 | Adidas                   | DIGIモバイル                  |

## タイトル

### クラブタイトル
- セグンダ・ディビシオン : 5回

1932–33, 1951–52, 1957–58, 1971–72, 1974–75
- セグンダ・ディビシオンB : 1回

2014-15
- テルセーラ・ディビシオン : 4回

2003–04, 2004–05, 2007–08, 2008–09
- コパ・デ・ラ・リーガ :1回

1984-85

### 個人タイトル

#### ピチーチ賞
- プリメーラ・ディビシオン

イシドロ・ランガラ : 1933–34, 1934–35, 1935–36
マリアニン : 1972–73
- セグンダ・ディビシオン

イシドロ・ランガラ : 1932–33
エドゥアルド・ゴメス : 1957–58
ガラン : 1971–72
カルロス・ムニョス・コボ : 1987–88
- テルセーラ・ディビシオン

ディエゴ・セルベーロ : 2004–05, 2007–08, 2008–09

#### サモラ賞
- セグンダ・ディビシオン

オスカル・アルバレス : 1931–32, 1932–33
ロンバルディア : 1971–72
- テルセーラ・ディビシオン

ラファエル・ポンソ : 2003–04
オイナッツ・アウレスティア : 2008–09

## 過去の成績
| シーズン | ディビジョン | 順位 | 国王杯       |
| -------- | ------------ | ---- | ------------ |
| 1929     | セグンダ     | 7位  | ベスト16     |
| 1929-30  | セグンダ     | 5位  | 準々決勝敗退 |
| 1930-31  | セグンダ     | 8位  | ベスト16     |
| 1931-32  | セグンダ     | 2位  | ベスト16     |
| 1932-33  | セグンダ     | 1位  | ベスト16     |
| 1933-34  | プリメーラ   | 6位  | 準決勝敗退   |
| 1934-35  | プリメーラ   | 3位  | ベスト16     |
| 1935-36  | プリメーラ   | 3位  | ベスト16     |
| 1940-41  | プリメーラ   | 8位  | 準々決勝敗退 |
| 1941-42  | プリメーラ   | 11位 | ベスト16     |
| 1942-43  | プリメーラ   | 6位  | ベスト16     |
| 1943-44  | プリメーラ   | 4位  | ベスト16     |
| 1944-45  | プリメーラ   | 4位  | 準々決勝敗退 |
| 1945-46  | プリメーラ   | 5位  | 準決勝敗退   |
| 1946-47  | プリメーラ   | 8位  | ベスト16     |
| 1947-48  | プリメーラ   | 9位  | ベスト16     |
| 1948-49  | プリメーラ   | 5位  | ベスト16     |
| 1949-50  | プリメーラ   | 14位 | 準々決勝敗退 |
| 1950-51  | セグンダ     | 6位  | DNP          |
| 1951-52  | セグンダ     | 1位  | 準々決勝敗退 |

| シーズン | ディビジョン | 順位 | 国王杯   |
| -------- | ------------ | ---- | -------- |
| 1952-53  | プリメーラ   | 9位  | ベスト16 |
| 1953-54  | プリメーラ   | 15位 | DNP      |
| 1954-55  | セグンダ     | 2位  | DNP      |
| 1955-56  | セグンダ     | 2位  | DNP      |
| 1956-57  | セグンダ     | 4位  | DNP      |
| 1957-58  | セグンダ     | 1位  | DNP      |
| 1958-59  | プリメーラ   | 11位 | ベスト16 |
| 1959-60  | プリメーラ   | 6位  | ベスト16 |
| 1960-61  | プリメーラ   | 13位 | ベスト16 |
| 1961-62  | プリメーラ   | 10位 | ベスト16 |
| 1962-63  | プリメーラ   | 3位  | ベスト16 |
| 1963-64  | プリメーラ   | 14位 | ベスト16 |
| 1964-65  | プリメーラ   | 15位 | ベスト16 |
| 1965-66  | セグンダ     | 4位  | ベスト16 |
| 1966-67  | セグンダ     | 5位  | ベスト32 |
| 1967-68  | セグンダ     | 6位  | ベスト32 |
| 1968-69  | セグンダ     | 11位 | DNP      |
| 1969-70  | セグンダ     | 7位  | ベスト16 |
| 1970-71  | セグンダ     | 14位 | ベスト16 |
| 1971-72  | セグンダ     | 1位  | ベスト32 |

| シーズン | ディビジョン | 順位 | 国王杯   |
| -------- | ------------ | ---- | -------- |
| 1972-73  | プリメーラ   | 12位 | ベスト16 |
| 1973-74  | プリメーラ   | 18位 | ベスト16 |
| 1974-75  | セグンダ     | 1位  | ベスト16 |
| 1975-76  | プリメーラ   | 16位 | ベスト16 |
| 1976-77  | セグンダ     | 5位  | ベスト32 |
| 1977-78  | セグンダ     | 17位 | ベスト16 |
| 1978-79  | セグンダB    | 2位  | ベスト32 |
| 1979-80  | セグンダ     | 11位 | ベスト16 |
| 1980-81  | セグンダ     | 10位 | ベスト32 |
| 1981-82  | セグンダ     | 16位 | ベスト32 |
| 1982-83  | セグンダ     | 12位 | ベスト32 |
| 1983-84  | セグンダ     | 13位 | ベスト32 |
| 1984-85  | セグンダ     | 16位 | ベスト16 |
| 1985-86  | セグンダ     | 8位  | ベスト16 |
| 1986-87  | セグンダ     | 14位 | ベスト32 |
| 1987-88  | セグンダ     | 4位  | ベスト32 |
| 1988-89  | プリメーラ   | 12位 | ベスト32 |
| 1989-90  | プリメーラ   | 11位 | ベスト16 |
| 1990-91  | プリメーラ   | 6位  | ベスト16 |
| 1991-92  | プリメーラ   | 11位 | ベスト16 |

| シーズン | ディビジョン | 順位 | 国王杯       |
| -------- | ------------ | ---- | ------------ |
| 1992-93  | プリメーラ   | 16位 | 準々決勝敗退 |
| 1993-94  | プリメーラ   | 9位  | 準々決勝敗退 |
| 1994-95  | プリメーラ   | 9位  | ベスト32     |
| 1995-96  | プリメーラ   | 14位 | ベスト16     |
| 1996-97  | プリメーラ   | 17位 | ベスト16     |
| 1997-98  | プリメーラ   | 18位 | ベスト32     |
| 1998-99  | プリメーラ   | 14位 | ベスト32     |
| 1999-00  | プリメーラ   | 16位 | ベスト16     |
| 2000-01  | プリメーラ   | 18位 | ベスト32     |
| 2001-02  | セグンダ     | 7位  | ベスト32     |
| 2002-03  | セグンダ     | 21位 | ベスト16     |
| 2003-04  | テルセーラ   | 1位  | ベスト32     |
| 2004-05  | テルセーラ   | 1位  | 2回戦敗退    |
| 2005-06  | セグンダB    | 7位  | 2回戦敗退    |
| 2006-07  | セグンダB    | 19位 | 1回戦敗退    |
| 2007-08  | テルセーラ   | 1位  | DNP          |
| 2008-09  | テルセーラ   | 1位  | 2回戦敗退    |
| 2009-10  | セグンダB    | 2位  | 2回戦敗退    |
| 2010-11  | セグンダB    | 8位  | 2回戦敗退    |
| 2011-12  | セグンダB    | 6位  | ベスト32     |

| シーズン | ディビジョン | 順位 | 国王杯    |
| -------- | ------------ | ---- | --------- |
| 2012-13  | セグンダB    | 3位  | 2回戦敗退 |
| 2013-14  | セグンダB    | 5位  | 1回戦敗退 |
| 2014-15  | セグンダB    | 1位  | ベスト32  |
| 2015-16  | セグンダ     | 9位  | 3回戦敗退 |
| 2016-17  | セグンダ     | 8位  | 2回戦敗退 |
| 2017-18  | セグンダ     | 7位  | 2回戦敗退 |
| 2018-19  | セグンダ     | 8位  | 2回戦敗退 |
| 2019-20  | セグンダ     | 15位 | 1回戦敗退 |
| 2020-21  | セグンダ     | 13位 | 2回戦敗退 |
| 2021-22  | セグンダ     | 7位  | 1回戦敗退 |
| 2022-23  | セグンダ     | 8位  | ベスト32  |
| 2023-24  | セグンダ     | 6位  | 2回戦敗退 |
| 2024-25  | セグンダ     | 3位  | 1回戦敗退 |
| 2025-26  | プリメーラ   |      |           |

- 38シーズン - プリメーラ・ディビシオン（1部）
- 42シーズン - セグンダ・ディビシオン（2部）
- 9シーズン - セグンダ・ディビシオンB（3部相当）
- 4シーズン - テルセーラ・ディビシオン（現4部相当、1977年以前は3部相当）

## 現所属メンバー
2025年2月15日現在
注：選手の国籍表記はFIFAの定めた代表資格ルールに基づく。
| No. | Pos. |              | 選手名                        |
| --- | ---- | ------------ | ----------------------------- |
| 1   | GK   | フランス     | カンタン・ブラー              |
| 2   | DF   | スペイン     | アルバロ・レモス              |
| 3   | DF   | ニジェール   | ラヒム・アルハサネ ()         |
| 4   | DF   | スペイン     | ダビド・コスタス              |
| 5   | DF   | スペイン     | ナチョ・ビダル                |
| 6   | MF   | ガーナ       | クワシ・シボ                  |
| 7   | MF   | スペイン     | セバス・モヤノ                |
| 8   | MF   | スペイン     | サンティ・カソルラ            |
| 9   | FW   | ブラジル     | アレモン ()                   |
| 10  | MF   | スペイン     | フランシスコ・ポルティージョ  |
| 11  | MF   | アルゼンチン | サンティアゴ・コロンバット () |
| 12  | DF   | スペイン     | ダニ・カルボ                  |

| No. | Pos. |            | 選手名                       |
| --- | ---- | ---------- | ---------------------------- |
| 13  | GK   | スペイン   | アーロン・エスカンデル       |
| 14  | FW   | ルーマニア | ダニエル・パラシフ ()        |
| 15  | DF   | スペイン   | オイエル・ルエンゴ           |
| 16  | MF   | モロッコ   | イルヤス・チャイラ ()        |
| 17  | MF   | スペイン   | セサル・デ・ラ・オス         |
| 18  | MF   | スペイン   | パウリーノ・デ・ラ・フエンテ |
| 19  | FW   | ウルグアイ | フェデリコ・ビニャス         |
| 20  | MF   | スペイン   | ハイメ・セオアネ             |
| 21  | DF   | スペイン   | カルロス・ポマレス           |
| 23  | MF   | フランス   | ハイセム・ハッサン ()        |
| 24  | DF   | スペイン   | ルーカス・アヒアド           |
| 27  | MF   | スペイン   | アレックス・カルデロ         |

### リザーブチーム
注：選手の国籍表記はFIFAの定めた代表資格ルールに基づく。
| No. | Pos. |          | 選手名             |
| --- | ---- | -------- | ------------------ |
| 26  | GK   | スペイン | ミゲル・ナルバエス |
| 28  | FW   | スペイン | サンティ・ミゲレス |
| 30  | DF   | スペイン | マルコ・エステバン |

| No. | Pos. |              | 選手名               |
| --- | ---- | ------------ | -------------------- |
| 31  | DF   | ナイジェリア | チュクウマ・エズ     |
| 32  | DF   | スペイン     | エイドリアン・ロペス |
| 34  | MF   | スペイン     | ディエゴ・テホン     |

### ローン移籍
in
注：選手の国籍表記はFIFAの定めた代表資格ルールに基づく。
| No. | Pos. |          | 選手名                           |
| --- | ---- | -------- | -------------------------------- |
| 16  | FW   | モロッコ | イルヤス・チャイラ (ジローナ) () |

| No. | Pos. |            | 選手名                        |
| --- | ---- | ---------- | ----------------------------- |
| 19  | FW   | ウルグアイ | フェデリコ・ビニャス (レオン) |

out
注：選手の国籍表記はFIFAの定めた代表資格ルールに基づく。
| No. | Pos. |          | 選手名                              |
| --- | ---- | -------- | ----------------------------------- |
| --  | FW   | スペイン | ボルハ・サンチェス (ブルゴス)       |
| --  | MF   | スペイン | アルベルト・デル・モラル (コルドバ) |

| No. | Pos. |          | 選手名                          |
| --- | ---- | -------- | ------------------------------- |
| --  | MF   | スペイン | イエイヨ・ゴンザレス (CDルーゴ) |

## 歴代監督
- フレッド・ペントランド 1926-1927
- ドメネク・バルマーニャ 1954-1955
- ルイス・パサリン 1955-1956, 1959
- サビノ・バリナガ 1960-1961
- フランシスコ・アントゥネス 1965-1966
- サビノ・バリナガ 1973-1974
- ビセンテ・ミエラ 1974-1976
- マヌエル・ルイス・ソサ 1977-1978
- サビノ・バリナガ 1978
- ビセンテ・ミエラ 1987-1989
- ハビエル・イルレタ 1989-1993
- ラドミル・アンティッチ 1993-1995
- フアン・マヌエル・リージョ 1996-1997
- オスカル・タバレス 1997-1998
- フェルナンド・バスケス 1998-1999
- ルイス・アラゴネス 1999-2000
- ラドミル・アンティッチ 2000-2001
- ミゲル・サンチェス 2003
- ロボ・カラスコ 2007-2008
- フェルミン・アルバレス 2008
- フェルミン・アルバレス 2009
- ピチ・ルーカス 2009-2010
- パチェタ 2011-2012
- セルヒオ・エヘア 2014-2016
- フェルナンド・イエロ 2016-2017
- フアン・アントニオ・アンケラ 2017-2019
- セルヒオ・エヘア 2019
- ハビ・ロサダ 2019-2020
- ホセ・アンヘル・シガンダ 2020-2022
- アルバロ・セルベラ 2022-2023
- ルイス・カリオン 2023-2024
- ハビエル・カジェハ 2024-2025
- ヴェリコ・パウノヴィッチ 2025-

## 歴代所属選手

### DF
- フランシスコ・ウリア 1968-1974, 1983-1984
- クリストバル・パラーロ 1988-1989, 1992-1995
- ニコラ・イェルカン 1990-1996
- アルマンド・アルバレス 1992-1996
- ビクトル・オノプコ 1995-2002
- フェルナンド・ガンボア 1996-1999

### MF
- パキート 1957-1963
- ロベルト・プロシネチキ 1994-1995
- フアン・ホセ・ボレッリ 1996-1997
- ロベルト・ポンペイ 1997-2000
- ゲルト・クラーセンス 1999-2000

### FW
- サンチェス・ラヘ 1958-1963
- ヤンコ・ヤンコヴィッチ 1990-1995
- オリ 1993-1997, 2000-2003
- ピーター・メラー 1998-2001
- スタン・コリモア 2001
- アドリアン・ロペス 2005-2006